# Gagetown, New Brunswick
Gagetown är en ort i Kanada.   Den ligger i provinsen New Brunswick, i den sydöstra delen av landet, 700 km öster om huvudstaden Ottawa. Gagetown ligger 71 meter över havet och antalet invånare är 698.
Terrängen runt Gagetown är platt. Runt Gagetown är det mycket glesbefolkat, med 6 invånare per kvadratkilometer.. Närmaste större samhälle är Cambridge-Narrows, 16,0 km öster om Gagetown. 
I omgivningarna runt Gagetown växer i huvudsak blandskog.